# London Boys
London Boys – brytyjsko-niemiecki duet muzyki pop i euro disco, złożony z Edema Efraima (ur. 1 lipca 1959 w Londynie) i Dennisa Fullera (ur. 19 czerwca 1959 na Jamajce). Obydwaj muzycy zginęli w wypadku samochodowym 21 stycznia 1996 w Alpach Centralnych w Austrii, po czołowym zderzeniu z samochodem prowadzonym przez pijanego szwajcarskiego kierowcę. Do przebojów duetu należą utwory „Requiem”, „London Nights” i „Harlem Desire”, które zostały wydane w 1988 na albumie The Twelve Commandments Of Dance oraz na promujących go singlach.

## Dyskografia

### Albumy studyjne
- 1988 – The Twelve Commandments Of Dance
- 1991 – Sweet Soul Music
- 1993 – Love 4 Unity
- 1995 – Hallelujah Hits (wydane jako New London Boys)

### Single
- 1986 – „I’m Gonna Give My Heart”
- 1987 – „Dance Dance Dance”
- 1987 – „Harlem Desire”
- 1987 – „My Love”
- 1987 – „Supermix” (wydane wyłącznie w Finlandii)
- 1988 – „Requiem”
- 1989 – „London Nights”
- 1989 – „Harlem Desire ’89”
- 1989 – „My Love ’89”
- 1989 – „Megamix” (wydane wyłącznie w Wielkiej Brytanii)
- 1990 – „Chapel of Love”
- 1990 – „Freedom”
- 1991 – „Sweet Soul Music” (wydane jako Soul Kitchen featuring London Boys)
- 1991 – „Is This Love?”
- 1991 – „Tonight! Tonight!”
- 1992 – „Moonraker”
- 1993 – „Baby Come Back”
- 1995 – „Gospel Train to London” (wydane jako New London Boys)
- 1995 – „Kumbaya” (wydane jako New London Boys)

### Kompilacje
- 1990 – 12"ers (wydane wyłącznie w Wielkiej Brytanii)
- 1991 – Chapel of Love (wydane wyłącznie w RPA)
- 1995 – London Nights (wydane wyłącznie w Niemczech)
- 1998 – Greatest Hits (wydane wyłącznie w Wielkiej Brytanii)
- 2007 – London Nights
- 2009 – The Twelve Commandments Of Dance (Special Edition) (wydane wyłącznie w Wielkiej Brytanii)
- 2021 – Requiem (The London Boys Story)